# XXIII з'їзд Комуністичної партії Латвії
XXIII з'їзд Комуністичної партії Латвії — з'їзд Комуністичної партії Латвії, що відбувся 29–30 січня 1981 року в місті Ризі.

## Порядок денний з'їзду
1. Звіт ЦК КПЛ
2. Звіт Ревізійної Комісії КПЛ
3. Вибори керівних органів КПЛ

З'їзд проаналізував діяльність партійної організації Латвійської РСР з 1976 року, підбив підсумки 10-ї п'ятирічки і «намітив нові рубежі дальшого піднесення економіки і культури республіки». З'їзд висунув завдання «цілеспрямовано вести ідейно-виховну роботу», урізноманітнювати форми радянської пропаганди. Також з'їзд одностайно схвалив проект ЦК КПРС «Основні напрями економічного і соціального розвитку СРСР на 1981—1985 роки і на період до 1990 року». Було внесено пропозиції щодо дальшого розвитку промисловостісті, агропромислового комплексу, прискорення капітального будівництва в Латвійській РСР, підвищення ефективності та якості виробництва, вдосконалення управління і господарювання в усіх ланках економіки, «підвищення матеріального добробуту і культурного рівня трудящих».

## Керівні органи партії
Обрано 141 члена ЦК КПЛ, 65 кандидатів у члени ЦК КПЛ та 43 члени Ревізійної Комісії КПЛ.

### Члени Центрального комітету КП Латвії
- Абель Леонід Олександрович — 1-й секретар Ризького райкому КПЛ
- Авдюкевич Лонгин Іванович  — генерал-майор у відставці
- Азан Владислав Домінікович — голова Даугавпілсського міськвиконкому
- Айзсілнієкс Індуліс Янович  — 1-й секретар Єлгавського міськкому КПЛ
- Алтухов Микола Григорович  — міністр місцевої промисловості Латвійської РСР
- Андерсон Імант Августович  — секретар ЦК КПЛ
- Анісімов Сергій Іванович  — завідувач відділу адміністративних органів ЦК КПЛ
- Анчевскіс Яніс Антонович  — бригадир Резекненської пересувної механізованої колони №4
- Анчупанс Олександр Петрович  — секретар Латвійської республіканської ради професійних спілок
- Аушкап Ерік Янович — секретар ЦК КПЛ
- Бабкін Микола Олександрович — голова Республіканського об’єднання «Латвсільгосптехніка» РМ Латвійської РСР
- Багновець Гарольд Володимирович — 1-й секретар Даугавпілсського міськкому КПЛ
- Барткевич Леонард Леопольдович — голова Державного комітету Латвійської РСР з телебачення та радіомовлення
- Бартмінський Володимир Валентинович — військовослужбовець, генерал-майор
- Бердник Михайло Микитович  — 1-й секретар Вентспілсського міськкому КПЛ
- Берзін Іван Петрович  — міністр комунального господарства Латвійської РСР
- Берзінь Геновефа Адамівна  — старший зоотехнік колгоспу «Драудзіба» Талсинського району
- Берзінь Лео Янович  — 1-й секретар Мадонського райкому КПЛ
- Бєлуха Микола Андрійович — персональний пенсіонер союзного значення, радник Ради міністрів Латвійської РСР — 7.12.1981+
- Біркенфельд Всеволод Янович — міністр деревообробної промисловості Латвійської РСР
- Блюм Віктор Адольфович — заступник голови Президії Верховної ради Латвійської РСР
- Богданов Іван Оксентійович  — 1-й секретар Резекненського райкому КПЛ
- Бонат Яніс Павлович  — 1-й секретар Бауського райкому КПЛ
- Бондалетов Іван Васильович  — заступник голови Ради міністрів Латвійської РСР — 1.12.1983 +
- Бріль Антон Піусович   — міністр меліорації і водного господарства Латвійської РСР
- Брітанс Яніс Петрович   — редактор газети «Циня»
- Буш Анатолій Васильович — 1-й секретар Кулдігського райкому КПЛ
- Вагріс Ян Янович  — 1-й секретар Ризького міськкому КПЛ
- Валескалн Петро Іванович  — член Президії Академії наук Латвійської РСР, старший науковий співробітник Інституту філософії і права АН Латвійської РСР
- Ванаг Леопольд Павлович  — 1-й секретар Московського райкому КПЛ міста Риги
- Ваннах Святослав Едуардович  — міністр м’ясної і молочної промисловості Латвійської РСР
- Верро Рудольф Оттович  — 1-й заступник голови Ради міністрів Латвійської РСР
- Восс Август Едуардович — 1-й секретар ЦК КПЛ
- Врублевський Аркадій Казимирович — 1-й секретар Стучкинського райкому КПЛ
- Гіргенсон Зігфрід Вікторович — міністр заготівель Латвійської РСР
- Голодов Микола Микитович  — директор заводу «Сарканайс металургс»
- Голубєв Георгій Олексійович  — 1-й секретар Краславського райкому КПЛ
- Горбунов Анатолій Валер'янович — 1-й секретар Кіровського райкому КПЛ міста Риги
- Горіс Айвар Янович  — завідувач відділу культури ЦК КПЛ
- Граудумнієкс Петро Алфонович  — 1-й секретар Балвського райкому КПЛ
- Григуліс Арвід Петрович  — письменник, голова правління Товариства любителів книги Латвійської РСР
- Гриньова Галина Михайлівна  — регулювальниця апаратури Ризького виробничого об’єднання ВЕФ імені Леніна
- Гусєв Микола Іванович  — 1-й секретар Резекненського міськкому КПЛ
- Дамбіс Айвар Альбертович  — бригадир трубоукладачів спеціалізованого управління нульового циклу №10 Ризького тресту крупнопанельного будівництва
- Дзенітіс Яніс Едуардович  — прокурор Латвійської РСР
- Дирченко Віктор Іванович  — начальник Латвійського морського пароплавства
- Дмитрієв Валентин Іванович  — 2-й секретар ЦК КПЛ
- Дрізул Олександр Арвідович  — віцепрезидент Академії наук Латвійської РСР, заступник голови Президії Верховної ради Латвійської РСР
- Дрозд Михайло Пилипович  — міністр внутрішніх справ Латвійської РСР
- Дубра Мечислав Язепович  — голова Ризького міськвиконкому
- Егліт Альфред Оскарович  — завідувач відділу легкої і харчової промисловості ЦК КПЛ
- Ендзеліс Ян-Волдемар Янович  — директор радгоспу імені 50-річчя СРСР Бауського району
- Єгоров Іван Трифонович  — старший варщик целюльози Слоцького целюлозно-паперового комбінату
- Залужинскіс Яніс Теодорович  — тракторист-комбайнер колгоспу «Криш’яні» Балвського району
- Заріньш У.А.  —
- Зіле Андрій Аугустович  — керуючий справами ЦК КПЛ
- Зітманіс Август Карлович — голова Латвійської республіканської ради професійних спілок
- Зорін Карл Ернестович  — секретар Президії Верховної ради Латвійської РСР
- Іверт Ілмар Янович  —
- Ікаунієкс Альберт Едуардович  — фрезерувальник Ризького вагонобудівного заводу
- Ірбе Айна Карлівна  — бригадир дослідно-показової птахофабрики «Кекава» Ризького району
- Кавінський Ромуальд Володимирович —голова колгоспу «Красный Октябрь» Прейльського району
- Калейс Яніс Олександрович  — 1-й секретар Єлгавського райкому КПЛ
- Калнберзін Ян Едуардович – персональний пенсіонер
- Канеп Вільгельм Вільгельмович — міністр охорони здоров’я Латвійської РСР
- Карклінь Мірдза Яківна  — міністр освіти Латвійської РСР
- Карпов Микола Олександрович  —1-й секретар Октябрського райкому КПЛ міста Риги — 13.05.1982 +
- Карцев Олександр Юхимович  — 2-й секретар Ризького міськкому КПЛ
- Каупуж Володимир Ілліч  — міністр культури Латвійської РСР
- Кісіс Роберт Іванович —персональний пенсіонер союзного значення — 7.02.1981+
- Клауцен Арнольд Петрович — 1-й секретар Лієпайського міськкому КПЛ
- Копилова Валентина Адамівна  — в’язальниця Ризької фабрики «Аврора»
- Коркліш Тамара Павлівна — механізатор радгоспу «Гаркални» Резекненського району
- Корнеліус Фелікс Арестович  — секретар парткому Ризького виробничого об’єднання ВЕФ імені Леніна
- Корнієнко Анатолій Іванович  — військовослужбовець, віцеадмірал
- Крумінь Віктор Михайлович  — заступник голови Ради міністрів Латвійської РСР
- Крумінь Іван Андрійович  — голова правління Латвійської республіканської спілки споживчих товариств
- Круміньш Арвід Ріхардович  — 1-й секретар Єлгавського міськкому КПЛ
- Круміньш Павілс Адамович  — 1-й секретар Валмієрського райкому КПЛ
- Кузнецова Ірина Давидівна  — міністр харчової промисловості Латвійської РСР
- Курпнієкс Волдемарс Янович  — 1-й секретар Лімбажського райкому КПЛ
- Лайвін Володимир Іванович   — міністр юстиції Латвійської РСР
- Лаудам Альберт Янович   — завідувач загального відділу ЦК КПЛ
- Лаукман Володимир Давидович   — завідувач відділу закордонних зв’язків ЦК КПЛ
- Леонова Віра Василівна  — голова Державного комітету Латвійської РСР із праці
- Лєньов Олег Костянтинович  — генеральний директор Ризького виробничого об’єднання ВЕФ імені Леніна
- Лисак Юрій Іванович —1-й секретар Ленінського райкому КПЛ міста Риги
- Лисенков Володимир Георгійович — генеральний директор Ризького виробничо-технічного об’єднання «Альфа» — директор Ризького заводу напівпровідникових приладів
- Лісмент Мікеліс Мікелевич —голова риболовецького колгоспу «Банга» Талсинського району
- Макаренко Іван Трохимович  — начальник Прибалтійської залізниці
- Малмейстер Олександр Кристапович  — президент Академії наук Латвійської РСР
- Маркот Волдемар Григорович  — завідувач промислового відділу ЦК КПЛ
- Масалітін Петро Миколайович  — командувач ВПС Прибалтійського військового округу, генерал-лейтенант
- Мєдников Іван Семенович  — член Військової Ради — начальник Політичного управління Прибалтійського військового округу, генерал-полковник
- Місанс Леонард Петрович  — 1-й секретар Добельського райкому КПЛ
- Михайлов В.М.  —
- Мойсеєнко Григорій Федорович  —начальник військ Червонопрапорного Прибалтійського прикордонного округу, генерал-майор
- Мукке Михайло Іванович  — постійний представник Ради міністрів Латвійської РСР при Раді міністрів СРСР
- Нагла Хенріх Янович  — завідувач сільськогосподарського відділу ЦК КПЛ
- Нюкша Костянтин Іванович — слюсар-інструментальник виробничого об’єднання «Ризький електромашинобудівний завод»
- Озолс Егілс Мартинович   — голова Комітету народного контролю Латвійської РСР
- Осман 3ігмунд Донатович   — директор інформаційного агентства при Раді міністрів Латвійської РСР «Латінформ»
- Петерсон Ерік Карлович  — заступник голови Ради міністрів Латвійської РСР
- Петров Леонід Володимирович  — пресувальник-вулканізатор Латвійського виробничого об’єднання «Сарканайс квадратс»
- Піхел Валентина Самуйлівна  — міністр соціального забезпечення Латвійської РСР
- Плауде Артур Карлович  — секретар Ризького міськкому КПЛ
- Постников Станіслав Іванович  — командувач військ Прибалтійського військового округу, генерал-полковник
- Прауде Роберт Володимирович —міністр торгівлі Латвійської РСР
- Прієдітіс Харальд Вольдемарович  — головний редактор журналу «Коммунист Советской Латвии»
- Пуго Борис Карлович  – голова Комітету державної безпеки Латвійської РСР
- Раман Мієрвалд Леонідович  — заступник голови Ради міністрів Латвійської РСР, голова Держплану Латвійської РСР
- Реймане Ірена Альбертівна  — голова Державного комітету Латвійської РСР у справах видавництв, поліграфії і книжкової торгівлі
- Ресне Зінаїда Янівна  — 1-й секретар Огрського райкому КПЛ
- Рибальченко Петро Олександрович  — голова Партійної комісії при ЦК КПЛ
- Ріваре Моніка Альбертівна  — бригадир качкоферми радгоспу «Аглона» Прейльського району
- Рубен Юрій Янович  — голова Ради міністрів Латвійської РСР
- Рубікс Альфред Петрович  — 1-й секретар Ленінградського райкому КПЛ міста Риги
- Руднєв Олег Олександрович  — голова Державного комітету Латвійської РСР із кінематографії
- Рукмане Маріте Карлівна  — 1-й секретар ЦК ЛКСМ Латвії
- Рутенберг Карл Карлович  — 1-й секретар Талсінського райкому КПЛ
- Салєєв Микола Петрович  — редактор газети «Советская Латвия»
- Семенков Едуард Никифорович  — 1-й заступник командувача Балтійського флоту, віцеадмірал
- Сєдих Володимир Іванович — завідувач відділу транспорту і зв’язку ЦК КПЛ
- Созонов Леонід Григорович   — токар Ризького дослідного заводу технологічного обладнання
- Соколов Борис Геннадійович — начальник Всесоюзного рибопромислового об’єднання Західного басейну
- Спруде Вольдемар Янович  — завідувач відділу торгівлі і побутового обслуговування ЦК КПЛ
- Страутманіс Петро Якубович  —голова Президії Верховної Ради Латвійської РСР
- Третьяков Борис Олексійович  — завідувач відділу організаційно-партійної роботи ЦК КПЛ
- Тумовс-Бекіс Язеп Донатович — міністр побутового обслуговування населення Латвійської РСР
- Усінь Микола Юлійович — 1-й секретар Юрмалського міськкому КПЛ
- Фрейберг Леонід Едуардович — завідувач відділу пропаганди і агітації ЦК КПЛ
- Цієкур Яніс Петрович  — тракторист-комбайнер радгоспу «Війціємс» Валкського району
- Цунський Павло Боліславович —  1-й секретар Даугавпілсського райкому КПЛ
- Чевачин Валерій Миколайович — 1-й секретар Пролетарського райкому КПЛ міста Риги
- Чемм Віталій Олександрович   –  секретар ЦК КПЛ
- Чіксте Артур Едуардович  — голова колгоспу «Накотне» Єлгавського району
- Шпогіс Казимир Албінович — міністр сільського господарства Латвійської РСР
- Штале Анна Янівна —  телятниця радгоспу «Вієталва» Стучкинського району
- Штейнберг Валентин Августович —  директор Інституту історії Академії наук Латвійської РСР
- Щупановський Ранід Федорович —  генеральний директор Ризького виробничого об’єднання «Радіотехніка»
- Юрсонс Яніс Карлович  —1-й секретар Лієпайського райкому КПЛ

### Кандидати в члени Центрального комітету КП Латвії
- Аболінь Елерт Вольдемарович —  1-й заступник голови Держплану РМ Латвійської РСР
- Абомс Андріс Робертович  — тракторист колгоспу «Пенкуле» Добельського району
- Авотс Валдіс Карлович  — 1-й секретар Валкського райкому КПЛ
- Бізюков Володимир Георгійович — начальник Латвійського управління цивільної авіації
- Богдана Аусма Ернестівна —доярка радгоспу «Прієкуле» Лієпайського району
- Броделіс Яніс Янович — голова Державного комітету Латвійської РСР із професійно-технічної освіти
- Вейс Олександр Робертович —ректор Ризького політехнічного інституту
- Верманіс Маріс Мартинович —старший машиніст папероробної машини Лігатненської паперової фабрики
- Вітол Леон Петрович  — міністр лісового господарства і лісової промисловості Латвійської РСР
- Войка Арвід Олександрович —1-й секретар Тукумського райкому КПЛ
- Волятовська Раїса Павлівна  — розкладниця-крейдувальниця Ризького виробничого швейного об’єднання «Латвія»
- Восс Ян Едуардович — 1-й заступник голови Комітету народного контролю Латвійської РСР
- Гаркалнс Віктор Осипович —
- Гросс Едуард Робертович —
- Денисенко Ніна Володимирівна  — секретар Ризького міськкому КПЛ
- Дорофєєв Микола Іванович — міністр промисловості будівельних матеріалів Латвійської РСР
- Ейжвертіня Кристина Іванівна —перемотувальниця Даугавпілсського заводу хімічних волокон
- Завальний Ігор Олександрович — секретар парткому Ризького виробничого об’єднання «Альфа»
- Зілберт Волдемар Карлович —1-й секретар Гулбенського райкому КПЛ
- Зіле Любов Яківна —директор Інституту історії партії при ЦК КПЛ
- Калініна Людмила Матвіївна — вчителька Ризької середньої школи №5 імені Зенти Озоли
- Кіреєв В'ячеслав Євдокимович — генеральний директор Латвійського виробничого об’єднання рибної промисловості
- Клібік Валентина Сергіївна  — завідувач відділу науки і навчальних закладів ЦК КПЛ
- Ковальова В.В.  —
- Кокін Петеріс Станіславович  —голова колгоспу імені Мічуріна Даугавпілсського району
- Крастінь Яніс Петрович  —
- Лауберте Гунта Я.  — машиніст котельної Вентспілсського заводу залізобетонних конструкцій № 7
- Леонов Микола Миколайович — 2-й секретар ЦК ЛКСМ Латвії
- Лівманіс Станіслав Язепович — робітник Яунпільської дослідної станції тваринництва Тукумського району
- Лієпіньш Яніс Альбертович  — голова Лієпайського міськвиконкому
- Лінде Едгар Валдемарович — міністр вищої і середньої освіти Латвійської РСР
- Ліне Велта Мартинівна —актриса Державного академічного театру драми Латвійської РСР імені Упіта, народна артистка СРСР
- Лубоцький Лев Давидович — голова Державного комітету Латвійської РСР із матеріально-технічного постачання
- Макевіц Вілніс Крішевич —1-й секретар Вентспілсського райкому КПЛ
- Мальков Євген Георгійович — старший морський начальник міста Риги
- Марченко Світлана В. — ткаля Лієпайського галантерейного комбінату імені 60-річчя Великої жовтневої соціалістичної революції
- Міллер Вісваріс Оттович  — ректор Латвійського державного університету імені Стучки
- Муценієкс Імантс Янович —1-й секретар Лімбажського райкому КПЛ
- Озола Дзідра Оттович —  голова колгоспу «Спарс» Гулбенського району
- Пальора Степан Степанович — 1-й заступник голови Ризького міськвиконкому
- Патенко Петро Бернардович — заступник голови Комітету народного контролю Латвійської РСР
- Пельш Костянтин Петрович — 1-й секретар Лудзенського райкому КПЛ — 23.04.1985+
- Прієде Гунар Рейнхольдович — 1-й секретар правління Спілки письменників Латвійської РСР
- Рінкіс Я. О. —
- Роде Едуард Петрович  — 1-й секретар Цесіського райкому КПЛ
- Рубен Л.А. —
- Рубінс Яніс Феліксович —  голова Державного комітету Латвійської РСР у справах будівництва
- Самсонс Віліс Петрович  — головний вчений секретар президії Академії наук Латвійської РСР
- Седолс Вілніс Іоренович —  голова Державного комітету Латвійської РСР із цін
- Скоста Лудіс Петрович  — директор радгоспу імені XXV з’їзду КПРС Єкабпілського району
- Следе Егон Едгарович  — міністр автомобільного транспорту і шосейних доріг Латвійської РСР
- Спіла Гнат Едуардович  — механізатор-ланковий колгоспу «Лачплесіс» Огрського району
- Строде Аліда Антонівна — майстер машинного доїння радгоспу «Баркава» Мадонського району
- Стунгревіц Освалд Карлович  — міністр зв’язку Латвійської РСР
- Улманіс Івар Миколайович  —міністр будівництва Латвійської РСР
- Ухов Георгій Володимирович  —1-й заступник голови Держплану Латвійської РСР
- Фолманіс (Гріва) Жан Карлович  — письменник, голова Латвійського республіканського комітету захисту миру — помер 14.06.1982
- Чепаніс Альфред Казимирович — 1-й секретар Прейльського райкому КПЛ
- Шкутан І.Я. —
- Шнейдерс Яніс Янович — керуючий справами Ради міністрів Латвійської РСР
- Штерн Вісвалдіс Миколайович   — 1-й секретар Єкабпілсського райкому КПЛ
- Юра Юрій Миколайович — завідувач відділу будівництва і міського господарства ЦК КПЛ
- Яблонський Едуард Янович — міністр легкої промисловості Латвійської РСР
- Якубайтіс Едуард Олександрович —  віцепрезидент Академії наук Латвійської РСР
- Яне Гунар Вілісович —  тракторист колгоспу «Анце» Вентспілсського району

### Члени Ревізійної комісії КП Латвії
- Агафонов В.Н. —
- Азан Болеслав Антонович — голова Верховного суду Латвійської РСР
- Анфімов Олег Георгійович — генеральний директор виробничого об'єднання «Ризький електромашинобудівний завод»
- Апшенієкс Казимир Карлович — майстер виробничого навчання Ризького технічного училища № 2 імені Г. Гайле
- Балтінь Гунар Андрійович  — начальник Центрального статистичного управління Латвійської РСР
- Берг-Бергман Альфред Карлович – керуючий Латвійської республіканської контори Держбанку СРСР, голова Ревізійної комісії ЦК КПЛ
- Бондарева Регіна Миколаївна — голова Валкського райвиконкому
- Бренчев Зігфрід Албертович — 1-й секретар Ризького міськкому ЛКСМ Латвії
- Броліш Яніс Вікторович — голова президії Латвійського товариства дружби і культурного зв’язку із закордонними країнами, генерал-майор внутрішньої служби — 26.07.1985+
- Гром Григорій Іванович — завідувач терапевтичного відділення Республіканської дитячої клінічної лікарні
- Грудулс Антон Янович — 1-й заступник завідувача відділу організаційно-партійної роботи ЦК КПЛ
- Дудкін А.С. — полковник
- Дундурс Я.Н. —
- Дятчин Володимир Петрович — голова Державного комітету РМ Латвійської РСР із нафтопродуктів
- Евін Едуард Янович — голова ЦК ДТСААФ Латвійської РСР, генерал-майор
- Єгер Я.О. —
- Звайгзне Я.Я. —
- Знатнай Даумант Карлович — голова Комітету з фізичної культури та спорту при Раді міністрів Латвійської РСР
- Калагурський Ярослав Іванович —  голова Юрмальського міськвиконкому
- Карєв Олександр Микитович — директор Даугавпілсського заводу приводних ланцюгів
- Карклінь Ояр Янович — голова  правління Латвійського республіканського об’єднання міжколгоспних будівельних організацій
- Каркліньш Н.Н.  —
- Карро Яніс Августович — голова Резекненського міськвиконкому
- Клядер Станіслав Язепович —
- Конюхова Галина Григорівна — апаратник-випарювальник Єлгавського цукрового заводу
- Крастіньш Іварс Я. — голова Єлгавського міськвиконкому
- Лапше Яніс Андрійович  —
- Малценієкс Маріс Мієрвалдович – головний агроном колгоспу «Адажі» Ризького району
- Мелдеріс Е.А.  —
- Мирончук Інна Іванівна — голова Московського райвиконкому міста Риги
- Нікітін А.А.  —
- Павловська Ліоніда Савеліївна — машиніст цементних млинів
- Пецхолц Ріхард Людвігович — голова Вентспілсського міськвиконкому
- Ранцан Ян Болеславович — бригадир слюсарів-монтажників Ризького спеціалізованого монтажного управління тресту «Промтехмонтаж»
- Расколов Анатолій Костянтинович  —1-й заступник голови Ризького міськвиконкому
- Розенберг Аркадій Едуардович — військовий комісар Латвійської РСР
- Савицька Тамара Іванівна — голова Ленінського райвиконкому міста Риги
- Степіньш Ян Янович  — капітан корабля «Дмитро Медведєв» Латвійського морського пароплавства
- Упенієк Петро Петрович – генеральний директор Резекненського молочноконсервного комбінату
- Уплея З.К. — зоотехнік колгоспу «Едоле» Кулдігського району
- Холюсева Люція Броніславівна  — старший зоотехнік колгоспу імені Леніна Валмієрського району
- Шалма Расма Юріївна — головний зоотехнік колгоспу «Зелта звайгзне» Лієпайського району
- Шибалло Яніс Янович — голова Єкабпілсського райвиконкому